# San Antonio el Bajío
San Antonio el Bajío är en ort i Mexiko.   Den ligger i kommunen Ocozocoautla de Espinosa och delstaten Chiapas, i den sydöstra delen av landet, 700 km öster om huvudstaden Mexico City. San Antonio el Bajío ligger 420 meter över havet och antalet invånare är 138.
Terrängen runt San Antonio el Bajío är huvudsakligen kuperad. San Antonio el Bajío ligger nere i en dal. Runt San Antonio el Bajío är det ganska tätbefolkat, med 58 invånare per kvadratkilometer. Närmaste större samhälle är El Progreso, 19,7 km öster om San Antonio el Bajío. I omgivningarna runt San Antonio el Bajío växer i huvudsak städsegrön lövskog.